# Simone Alves da Silva
Simone Alves da Silva (Morro do Chapéu, 12 de setembro de 1984) é uma atleta brasileira.
Integrou a delegação nacional que disputou os Jogos Pan-Americanos de 2011 em Guadalajara, no México.
Em outubro de 2011 sofreu acusações de uso de doping e foi suspensa preventivamente de todas as competições, perdendo o patrocínio da BM&F Atletismo. Afastada das competições oficiais, passou a vender lingeries e produtos eróticos para obter renda financeira. Em 23 de janeiro de 2012, foi absolvida pela Comissão Disciplinar Nacional, por três votos a dois.